# Amund Skiri
Amund Robertsen Skiri (Oslo, 25 febbraio 1978) è un allenatore di calcio ed ex calciatore norvegese, di ruolo difensore.

## Carriera

### Giocatore

#### Club
Skiri crebbe nell'Åndalsnes e si trasferì poi allo Aalesund. Giocò nelle serie minori norvegesi con questa maglia, per debuttare nella Tippeligaen in data 13 aprile 2003, quando fu titolare nella sconfitta casalinga per 2-3 contro il Tromsø: segnò anche una rete nello stesso incontro.
Arrivò poi il trasferimento al Vålerenga, squadra per cui debuttò il 17 aprile 2005, sfidando il Brann: sostituì Thomas Holm e contribuì al successo della sua formazione per 2-1. A fine stagione, Skiri ed il suo Vålerenga si aggiudicarono la vittoria finale in campionato. Nel 2007, tornò a giocare per lo Aalesund, aiutando il club ad essere promosso nella Tippeligaen. Fece parte, nel 2009, della squadra che conquistò la Norgesmesterskapet. Ripeté questo successo due anni più tardi.
Dal 1º gennaio 2013, diventò allenatore-giocatore dell'Herd.

### Allenatore
Il 26 agosto 2023 è stato nominato allenatore del Kristiansund BK, fino al termine della stagione in corso, con un incarico ad interim.

## Palmarès

### Club

#### Competizioni nazionali
- Campionato norvegese: 1

Vålerenga: 2005
- Coppa di Norvegia: 2

Aalesunds: 2009, 2011